# Bratkovčík (potok)
Bratkovčík je potok na horní Oravě, ve severní části okresu Tvrdošín. Jde o pravostranný přítok Oravice a měří 3,3 km a je tokem V. řádu.

## Pramen
Teče v Oravské kotlině, kde i pramení severozápadně od obce Liesek v nadmořské výšce přibližně 665 m n. m., teče výhradně na katastrálním území města Trstená.

## Popis toku
Od pramene teče jihozápadním směrem, zleva přibírá přítok z oblasti Uhlisk a protéká bažinatým územím v blízkosti chráněného areálu Bratkovčík na pravém břehu. Následně se stáčí více jihozápadním směrem, zleva přibírá Uhliská, zprava Kovalinec a vstupuje do města Trstená. Zde se esovitě stáčí, z pravé strany ještě přibírá přítok z oblasti Gnipova bôrika a v nadmořské výšce cca 612 m n. m. ústí do Oravice.

## Jiné názvy
- Bratkovec
- Bratková